# آگوست لس
آگوست لس (استونیایی: August Lass; ۱۶ اوت ۱۹۰۳ – ۲۷ نوامبر ۱۹۶۲) بازیکن فوتبال اهل استونی بود.
وی به همراه تیم ملی فوتبال استونی در بازی‌های المپیک تابستانی ۱۹۲۴ شرکت کرده است.